# Tir cu arcul la Jocurile Olimpice de vară din 2016
Probele sportive de tir cu arcul la Jocurile Olimpice de vară din 2016 s-au desfășurat în perioada 6–12 august 2016 pe Sambadromul Marquês de Sapucaí din Rio de Janeiro, Brazilia.

## Clasament pe medalii
| Loc   | Țară                       | Aur | Argint | Bronz | Total |
| ----- | -------------------------- | --- | ------ | ----- | ----- |
| 1     | Coreea de Sud              | 4   | 0      | 1     | 5     |
| 2     | Statele Unite ale Americii | 0   | 1      | 1     | 2     |
| 3     | Germania                   | 0   | 1      | 0     | 1     |
| 3     | Franța                     | 0   | 1      | 0     | 1     |
| 3     | Rusia                      | 0   | 1      | 0     | 1     |
| 6     | Australia                  | 0   | 0      | 1     | 1     |
| 6     | Taipeiul Chinez            | 0   | 0      | 1     | 1     |
| Total | Total                      | 4   | 4      | 4     | 12    |

## Medaliati
| Probă               | Aur                                                             | Argint                                                                          | Bronz                                                               |
| Masculin individual | Ku Bon-chan · Coreea de Sud (KOR)                               | Jean-Charles Valladont · Franța (FRA)                                           | Brady Ellison · Statele Unite ale Americii (USA)                    |
| Feminin individual  | Chang Hye-jin · Coreea de Sud (KOR)                             | Lisa Unruh · Germania (GER)                                                     | Ki Bo-bae · Coreea de Sud (KOR)                                     |
| Echipe masculin     | Coreea de Sud (KOR) · Kim Woo-jin · Ku Bon-chan · Lee Seung-yun | Statele Unite ale Americii (USA) · Brady Ellison · Zach Garrett · Jake Kaminski | Australia (AUS) · Alec Potts · Ryan Tyack · Taylor Worth            |
| Echipe feminin      | Coreea de Sud (KOR) · Chang Hye-jin · Choi Mi-sun · Ki Bo-bae   | Rusia (RUS) · Tuiana Dașidorjieva · Ksenia Perova · Inna Stepanova              | Taipeiul Chinez (TPE) · Le Chien-ying · Lin Shih-chia · Tan Ya-ting |